# A királyság (televíziós sorozat)
A királyság (angolul: Kings) 2009-es amerikai televíziós sorozat, melyet az NBC és a Citytv mutatott be. A sorozat történetének alapja a bibliai Dávid király élete, ám egy olyan királyságban, melynek fejlettsége és kultúrája a sorozat készítési idejének megfelelő Amerikai Egyesült Államokéhoz hasonló.
A sorozat többnyire pozitív kritikákat kapott, de 2009. március 15. éjjelén a sorozat első része csak negyedik lett az országos csatornák között. Négy rész után az NBC szombatra helyezte át a sorozatot, de egy további epizód sugárzását követően nyárra tolták ki A királyságot. A sorozatot fennmaradó hét részét júniusban és júliusban sugározták, új évadot pedig nem rendeltek, mivel nem talált elegendő nézőközönségre.
Magyarországon a TV2 tűzte műsorára vasárnap éjjelente 2010. április 18-tól június 6-ig, majd a nyári szünet után augusztus 29-től október 3-ig. Ezt követően a FEM3 társcsatornán ismételték december 5-től hetente két résszel.

## Cselekmény
|  | Alább a cselekmény részletei következnek! |

A királyság egy kitalált királyságban, Gilboában játszódik, egy modern abszolút monarchiában. Gilboa királya Silas Benjamin király, aki két évtizeddel korábban egyesítette az királyságot három egymással háborúzó országból, Gilboából, Carmelből és Selah-ból. Úgy véli Isten választotta őt királlyá, és gyakran idézi fel a napot, amikor pillangók szálltak a fejére „élő koronát” alkotva, s ezzel üzenve, hogy az ő feladata az új királyság megteremtése.
Silas helyzete ennek ellenére kedvezőtlen: terveit és döntéseit a királyné bátyja, William Cross manipulálja, aki a kezében tartja a kincstárat, s a Gilboa gazdasága szempontjából jelentős Crossgen legfőbb befektetője. Utódja, Jack herceg titkoltan homoszexuális, mely rossz fényt vethet a királyi családra. Silasnak pedig van egy kisfia titkos szeretőjétől.
A sorozat cselekménye ott kezdődik, amikor egy fiatal gilboai katona, David Shepherd a Gath Köztársaság elleni háborúban egyedül kiszabadít több foglyot a gath-iak fogságából és felrobbant egy Goliath-típusú tankot az ellenséges vonalak mögött. Mikor az egyik fogolyról kiderül, hogy Jack herceg, Davidből hirtelen médiasztár lesz, és elnyeri Silas király háláját – a herceg bosszúságára. Silas király a fővárosba, Silóba hozatja Davidet és századossá nevezi ki a katonai összeköttetésnél. Hamarosan az udvari élet középpontjába kerül, miközben nem sejti a politikai intrikák mögött rejtőző erőket. Időközben beleszeret Michelle hercegnőbe, s érzései viszonzásra találnak.
A Bevezető rész végén – ahogy évekkel korábban Silasnak – David fejére „élő koronát” alkotva pillangók szálnak, melynek Silas szemtanújává válik. Silas számára, akinek már korábban megmondta Samuels tiszteletes, hogy uralmát Isten nem támogatja tovább, kiderül, hogy ki a választott utódja. Ennek hatására Silas kezdetben meg akarja öletni Davidet, míg később újraértelmezi a jeleket – David arra hivatott, hogy őt szolgálja (ezt az értelmezést David is elfogadja) – s jobban bevonja az udvari életbe. Ezalatt bár Jack próbálja megakadályozni, Michelle és David kapcsolata egyre inkább kibontakozik, előbb titokban, majd, miután Michelle elmondja apjának, nyilvánosan. Mivel David korábban hazudott a királynak a hercegnővel való kapcsolatáról, Silas és Jack hamis bizonyítékok alapján árulással vádolják meg. Míg David a börtönben van, kiderül, hogy Michelle David gyermekével várandós. Jack végül felfedi a vádak hamisságát és később szövetséget köt Daviddel.
A két részes fináléban William Cross puccsot kísérel meg, s Jacket helyezi bábkirályként Silas helyére. Silas az ellene irányuló gyilkossági kísérletet túléli, s David segít neki visszatérni a trónra. William parancsára Samuels tiszteletest megölik, aki később megjelenik Davidnek és Silasnak is (egyikőjük se tudja, hogy meghalt), s mindkettőjüknek elmondja, hogy Isten Davidet választotta királynak. David Gath-ba menekül Samuels javaslatára, Michelle-t száműzetésbe küldik, hogy titokban szülhesse meg gyermekét, Jacket – bár felvállalja a halált és nem menekül – összezárják feleségével (hogy trónörököst nemzzen), Silas pedig kijelenti, hogy Isten ellenségnek tekinti magát.

## Szereplők
| Szereplő                                       | Színész              | Magyar hang                  | Bibliai megfelelő  |
| ---------------------------------------------- | -------------------- | ---------------------------- | ------------------ |
| David Shepherd                                 | Christopher Egan     | Benedikty Marcell            | Dávid zsidó király |
| Silas Benjamin, Gilboa királya                 | Ian McShane          | Végvári Tamás, Kertész Péter | Saul zsidó király  |
| Rose Benjamin, Gilboa királynéja               | Susanna Thompson     | Orosz Anna                   | Ahinóam            |
| Michelle Benjamin, Gilboa hercegnője           | Allison Miller       | Haumann Petra                | Míkal              |
| Jonathan (Jack) Benjamin, Gilboa koronahercege | Sebastian Stan       |                              | Jónatán            |
| Ephram Samuels tiszteletes                     | Eamonn Walker        | Vass Gábor                   | Sámuel próféta     |
| William Cross                                  | Dylan Barker         | Rosta Sándor                 |                    |
| Linus Abner tábornok                           | Wes Studi            |                              | Abnér              |
| Helen Pardis                                   | Sarita Choudhury     |                              | Ricpá              |
| Mellékszereplők                                |                      |                              |                    |
| Andrew Cross                                   | Macaulay Culkin      |                              |                    |
| Jessie Shepherd                                | Becky Ann Baker      |                              |                    |
| Ethan Shepherd                                 | Tom Guiry            |                              |                    |
| Damien Shaw                                    | Mark Margolis        |                              |                    |
| General Mallick                                | Miguel Ferrer        |                              |                    |
| Chancellor Marcus Hanson                       | Michael Crane        |                              |                    |
| Vesper Abedon                                  | Brian Cox            |                              |                    |
| John Greenway                                  |                      |                              |                    |
| Press Minister Forsythe                        | Reed Birney          |                              |                    |
| Thomasina                                      | Marlyne Afflack      | Agócs Judit                  |                    |
| Perry Straussler                               | Steve Rosen          |                              |                    |
| Joseph Lasile                                  | Michael Arden        |                              |                    |
| Katrina Ghent                                  | Leslie Bibb          |                              |                    |
| Klotz                                          | Joel Garland         |                              |                    |
| Boyden                                         | Jason Antoon         |                              |                    |
| Seth                                           | Kobi és Kadin George |                              |                    |
| Paul Lash                                      | Michael Stahl-David  | Pálmai Szabolcs              |                    |
| Lucinda Wolfsen                                | Kathleen Mealia      |                              |                    |

## Epizódlista
| #   | Cím                                     | Rendező          | Író                                                                              | Premier                               | Nézettség            |
| --- | --------------------------------------- | ---------------- | -------------------------------------------------------------------------------- | ------------------------------------- | -------------------- |
| 1.  | Bevezető rész 1. (Goliath (Part 1))     | Francis Lawrence | Michael Green                                                                    | 2009. március 15. 2010. április 18.   | 6,07 millió 405 ezer |
| 2.  | Bevezető rész 2. (Goliath (Part 2))     | Francis Lawrence | Michael Green                                                                    | 2009. március 15. 2010. április 25.   | 6,07 millió 262 ezer |
| 3.  | Virágzás (Prosperity)                   | Francis Lawrence | Michael Green                                                                    | 2009. március 22. 2010. május 2.      | 4,6 millió 388 ezer  |
| 4.  | Az első este (First Night)              | Francis Lawrence | Michael Green                                                                    | 2009. március 29. 2010. május 9.      | 4,51 millió 429 ezer |
| 5.  | Lázadás (Insurrection)                  | Adam Davidson    | Erik Oleson                                                                      | 2009. április 5. 2010. május 16.      | 3,61 millió 315 ezer |
| 6.  | Ítéletnap (Judgment Day)                | Clark Johnson    | Julie Martin                                                                     | 2009. április 18. 2010. május 30.     | 2,41 millió 386 ezer |
| 7.  | Testvériség (Brotherhood)               | Tucker Gates     | Kamran Pasha                                                                     | 2009. június 13. 2010. június 6.      | 1,59 millió 333 ezer |
| 8.  | Sába királynő (The Sabbath Queen)       | Akiva Goldsman   | Michael Green                                                                    | 2009. június 20. 2010. augusztus 29.  | 1,94 millió 358 ezer |
| 9.  | Zarándoklat (Pilgrimage)                | Ed Bianchi       | David Schulner                                                                   | 2009. június 27. 2010. szeptember 5.  | 1,54 millió 347 ezer |
| 10. | Az első fejezet (Chapter One)           | Adam Kane        | Bradford Winters                                                                 | 2009. július 4. 2010. szeptember 12.  | 1,3 millió 333 ezer  |
| 11. | Dárda (Javelin)                         | Clark Johnson    | Seamus Kevin Fahey                                                               | 2009. július 11. 2010. szeptember 19. | 1,64 millió 249 ezer |
| 12. | Az új király 1. (The New King (Part 1)) | Ed Bianchi       | Kara Corthron                                                                    | 2009. július 18. 2010. szeptember 26. | 1,57 millió          |
| 13. | Az új király 2. (The New King (Part 2)) | Tucker Gates     | Történet: Julie Martin és Erik Oleson Tévéjáték: Michael Green és David Schulner | 2009. július 25. 2010. október 3.     | 1,8 millió 266 ezer  |

## Keletkezése
Az NBC 2007. november 5-én rendelte meg A királyság két órás pilotját: az utolsó pilotot, amit az NBC a 2007–2008-as amerikai forgatókönyvírói sztrájk előtt rendelt. A könyvet Michael Green (Hősök, Everwood) írta és Francis Lawrence-t (Legenda vagyok) választották rendezőnek. Amikor Green megmutatta az NBC-nek sorozatát, azt mondta: 
Szeretném fogni az egyik soha újra nem mesélt klasszikus történetet, és keresni egy utat, ahogy az eredeti anyaghoz hűen, de az új témákat felfedezve és minden lehetséges módon modernizálva újragondolhatom.
Az NBC hivatalosan 2008. május 19-én rendelte meg a sorozatot. Green előre megtervezte a teljes, tizenhárom részes első évadot.
A királyság elkészítését – példa nélküli módon – 5 millió dollárral támogatta a Liberty Mutual biztosítócég. A Liberty Mutual hasonló ajánlattal már megkereste korábban az ABC-t és a CBS-t is. A Forbes magazin értesülései szerint a Liberty Mutual a kreatív munkába is beleszólhatott, ideértve „a forgatókönyv átnézését” és a „párbeszédek tisztázását”. Michael Green tagadta, hogy a Liberty Mutual bármilyen módon ellenőrizte vagy cenzúrázta volna a sorozatot.
A sorozatot New Yorkban, a New York Public Librarynél, a Time Warner Centernél és a The Apthorpnál a Broadwayen a 78. és 79. utca között, a Brooklyn Museumnál az Eastern Parkwayen és a Washington Avenue-n, a Union Theological Seminarynél a Broadwayen és a 121. utcában, a The Capitale Building környékén a belvárosban és Greenpointban vették fel. A pilothoz készültek felvételek a Hempstead House-nál, Long Islanden. A Bevezető rész forgatókönyvét a sugárzás előtt kiszivárogtatták.
Az NBC nem reklámozta a sorozatot a Super Bowl alatt, szemben számos más műsorával. A Television Week interjújában az NBC ügyvezetői ezt A királyság háromfázisos marketingjével indokolták, s azzal, hogy az NBC „november óta egyengeti a sorozat útját az úgynevezett ízlésformálókhoz, akiktől remélik, hogy majd tovább terjesztik a műsor hírét a közönséghez.”

## Szereplőválogatás
Silas király szerepét már az íráskor Ian McShane-nek szánták, de Green nem tartotta valószínűnek, hogy sikerül megnyerni a főszereplő személyének. A forgatókönyvet elküldték McShane-nek, aki élvezte, és örömmel tért vissza a televízió világába a kritikai sikernek számító Deadwood című HBO-sorozat után. „Valószínűleg két–háromszáz” színész jelentkezett David Shepherd szerepére, mielőtt a producerek megtalálták Chris Egant, aki Lawrence szerint „igazi felfedezés volt.” Allison Miller is viszonylag későn került a produkcióba, aki így Sebastian Stanhez és Susanna Thompsonhoz csatlakozhatott. Brian Cox visszatérő szerepet kapott Silas király (egykori) riválisaként. Macaulay Culkin szintén több epizódban is megjelent mint a király unokaöccse, akit titokzatos okokból száműztek. Miguel Ferrer (Nyughatatlan Jordan), Michael Stahl-David (A Donnelly klán) és Leslie Bibb (Nyughatatlan Jordan) is szerepeltek több epizódban, Saffron Burrows pedig a halál megszemélyesítőjeként tűnt fel a nyolcadik részben.

## Fogadtatása
A pilot forgatókönyvének egy korai kritikájában a sorozatot a „merész, bizarr és szórakoztató” jelzőkkel illették. Mikor a sorozat első négy részét elérhetővé tette az NBC kritikusoknak, többségében pozitív kritikákat kapott. Edward Douglas a ComingSoon.Net-en úgy gondolta, hogy „az írás elmés, a játék kiváló, minthogy Greenek egy szinte precedens nélküli szereplőgárdát sikerült összegyűjtenie. Ian McShane Silas király szerepében ugyanolyan lenyűgöző, mint volt Al Swearengenként, s pont azokat a fecsegő beszédeket kapja, amelyek nagyon jól állnak neki.” Brian Ford Sullivan szerint a The Futon Critictől „A királyság pont az a sorozat, amelyet hamar abbahagy az ember, mert ostobának és felvágósnak találja, vagy teljesen beleszeret az ostobasága és felvágóssága miatt. Én az utóbbi csoportba tartozom, mert mindig imádtam a késélen táncoló sorozatokat, főleg amikor úgy tűnik […] és úgy érződik, hogy semmi hasonlót nem láthatunk a televízióban.” A pilot egy erősen pozitív kritikájában a Salon.com-on Heather Havrilesky dicsérte a sorozat témáját, területét, művészeti vezetését, fényképezését és Ian McShane játékát. Végezetül ezt írta: „A párbeszédek olyan művésziek és költőiek, a szereplők olyan vonzóak, az egész csomagolás meg olyan eredeti, vakmerő és bájos, hogy az első négy óra megtekintése után lehetetlen, hogy ne legyen inspirált és boldog a néző, hogy ez az ambiciózus és egyedi dráma egy országos csatornára került!” Brent Hartinger, az ifjúsági regényíró így nyilatkozott: „Az új NBC-sorozat, A királyság […] a televíziózás kiválósága – okos, eredeti és végig érdekfeszítő – és végül újraformálja majd a televíziózást, ahogy olyan sorozatok tették, mint a Lost és a Buffy, a vámpírok réme.” Ennek ellenére az AfterElton.com oldalon (melynek célközönsége elsősorban a homoszexuálisok) kritizálta, hogy a sorozatban „melegtelenítették” David és Jack – Dávid és Jónatán a Bibliában – kapcsolatát, s ezzel együtt Jackből egy szereotip gonosz figurát faragtak.
A királyság kevésbé pozitív kritikákat is kapott. Ray Richmond, a The Hollywood Reporter újságírója maró kritikájában azt írta, hogy a sorozat „egy teljesen fapofájú és fájdalmasan komoly közelítés ahhoz az éjjeli szappanopera-skálához, mely az 1980-as években működött a Dallas és (különösen) a Dinasztia esetében, de az új évszázadban az ilyen szőrszálhasogató és öntelt műsorok nevetségesek.” Nancy deWolf Smith a The Wall Street Journal hasábjain szintén Aaron Spelling Dinastiájához hasonlította A királyságot és nagyzolással és az ötletesség hiányával vádolta. Bár sokan kritizálták a sorozat stilizált párbeszédeit, tartották a bibliai témát nagyzolónak, egybehangzóan dicsérték Ian McShane királyi játékát és a sorozat célkitűzéseit.
A sorozat részeit Hulun is elérhetővé tették, melynek összesített rangsorában 2009 végén a 33. helyet foglalta el.

### Amerikai nézettség
|       | Cím                     | Nézettség | Megoszlás | Nézettség/megoszlás (18–49) | Nézőszám (millió fő) | Helyezés (éjjel) | Helyezés (idősáv) | Helyezés (hét) |
| ----- | ----------------------- | --------- | --------- | --------------------------- | -------------------- | ---------------- | ----------------- | -------------- |
| 1 & 2 | "Goliath"               | 3.9       | 6         | 1.6/4                       | 6.07                 | 9                | 3                 | 55             |
| 3     | "Prosperity"            | 2.9       | 5         | 1.3/2                       | 4.60                 | 13               | 4                 | 67             |
| 4     | "First Night"           | 3.0       | 5         | 1.9/3                       | 4.51                 | 13               | 5                 | 61             |
| 5     | "Insurrection"          | 2.5       | 4         | 1.1/3                       | 3.61                 | 13               | 4                 | 59             |
| 6     | "Judgement Day"         | 1.5       | 3         | 0.6/2                       | 2.41                 | 7                | 4                 | 64             |
| 7     | "Brotherhood"           | 0.9       | 2         | 0.3/1                       | 1.59                 | 10               | 4                 | 39             |
| 8     | "The Sabbath Queen"     | 1.2       | 3         | 0.5/2                       | 1.94                 | 11               | 4                 | 28             |
| 9     | "Pilgrimage"            | 1.0       | 3         | 0.4/2                       | 1.54                 | 11               | 4                 | 41             |
| 10    | "Chapter One"           | 1.1       | 3         | 0.3/1                       | 1.30                 | 10               | 4                 | 34             |
| 11    | "Javelin"               | 1.2       | 2         | 0.4/2                       | 1.64                 | 11               | 4                 | 36             |
| 12    | "The New King (Part 1)" | 1.0       | 2         | 0.4/2                       | 1.57                 | 11               | 4                 | 38             |
| 13    | "The New King (Part 2)" | 1.3       | 3         | 0.4/2                       | 1.80                 | 10               | 3                 | 38             |

### Magyar nézettség
|     | Cím              | Nézőszám (ezer fő) | Megoszlás | Nézőszám (ezer fő, 18–49) | Megoszlás (18–49) |        |
| --- | ---------------- | ------------------ | --------- | ------------------------- | ----------------- | ------ |
| 1.  | Bevezető rész 1. | 405                | 21,7%     | 232                       | 23,3%             | [ 43 ] |
| 2.  | Bevezető rész 2. | 262                | 16,3%     | 137                       | 16%               | [ 44 ] |
| 3.  | Virágzás         | 388                | 20,6%     | 204                       | 21,1%             | [ 45 ] |
| 4.  | Az első este     | 429                | 23,1%     | 202                       | 21%               | [ 46 ] |
| 5.  | Lázadás          | 315                | 14,5%     | 158                       | 14,7%             | [ 47 ] |
| 6.  | Ítéletnap        | 386                | 18,7%     | 198                       | 20,1%             | [ 48 ] |
| 7.  | Testvériség      | 333                | 18,7%     | 193                       | 19,3%             | [ 49 ] |
| 8.  | Sába királynő    | 358                | 16,5%     | 147                       | 13%               | [ 50 ] |
| 9.  | Zarándoklat      | 347                | 16,2%     | 161                       | 15%               | [ 50 ] |
| 10. | Az első fejezet  | 333                | 22,1%     | 165                       | 22,8%             | [ 51 ] |
| 11. | Dárda            | 249                | 12,9%     | 118                       | 12,5%             | [ 52 ] |
| 12. | Az új király 1.  |                    |           |                           |                   |        |
| 13. | Az új király 2.  | 266                | 17,8%     | 143                       | 19,8%             | [ 53 ] |

## DVD
A királyság 2009. szeptember 29-én jelent meg három lemezen Kings – The Complete Series címmel. A kiadványban olyan kimaradt jelenetek is láthatóak, melyek az esetleges következő évadhoz szolgáltattak volna támpontokat. A magyarországi megjelenésről még nincs információ.

## Fordítás
- Ez a szócikk részben vagy egészben  a   Kings (U.S. TV series) című angol Wikipédia-szócikk fordításán alapul.  Az eredeti cikk szerkesztőit annak laptörténete sorolja fel. Ez a jelzés csupán a megfogalmazás eredetét és a szerzői jogokat jelzi, nem szolgál a cikkben szereplő információk forrásmegjelöléseként.